# Beast Reborn
Beast Reborn è il nono album in studio del gruppo musicale power metal tedesco Mob Rules, pubblicato nel 2018.

## Il disco
Il disco è stato registrato negli svedesi Fascination Street Studios, ed è prodotto da Jens Bogren.

## Tracce
1. Beast Reborn - 1:00
2. Ghost Of A Chance - 4:45
3. Shores Ahead - 5:30
4. Sinister Light - 4:24
5. Traveller In Time - 6:14
6. Children's Crusade - 4:45
7. War Of Currents - 8:17
8. The Explorer - 5:01
9. Revenant Of The Sea - 7:15
10. Way Back Home - 4:32
11. My Sobriety Mind - 5:49

## Formazione
Membri del gruppo
- Klaus Dirks - voce
- Sven Lüdke - chitarra
- Markus Brinkmann - basso
- Jan Christian Halfbrodt - tastiera
- Nikolas Fritz - batteria